# Pierella leucospila
Pierella leucospila är en fjärilsart som beskrevs av Otto Staudinger 1888. Pierella leucospila ingår i släktet Pierella och familjen praktfjärilar. Inga underarter finns listade i Catalogue of Life.